# Constructions Ferroviaires du Centre
De firma Constructions Ferroviaires du Centre was een Belgische fabrikant van spoorwegmaterieel en legervoertuigen
Het kwam voort uit de Ateliers Belges Reunis en zou in 1977 fuseren met La Brugeoise et Nivelles tot de B.N. Spoorwegmaterieel en Metaalconstructies.